# Anouk Vetter
Anouk Vetter (Amsterdã, 4 de fevereiro de 1993) é uma atleta do heptatlo holandesa, medalhista olímpica.
Ela detém o recorde holandês em heptatlo de 6689 pontos. Anouk foi exposta ao atletismo muito jovem. Seu pai, Ronald Vetter, é treinador de atletismo de longa data e sua mãe, Gerda Vetter-Blokziel, duas vezes campeã nacional de lançamento de dardo.